# Ivan Peršić
Ivan Peršić je bio ugledni hrvatski političar i novinar i saborski zastupnik iz pravaških redova. Sudjelovao je i u radu brojnih gradskih tijela. Bio je suvremenik Gavre Grünhuta i Augusta Harambašića koje je hvalio za prodiranje pravaškog nauka u šire slojeve zagrebačkog građanstva. 
Na izborima za Hrvatsko-slavonsko-dalmatinski sabor 1908., pobijedio je u kotaru Zagreb III kao predstavnik Starčevićeve stranke prava.
Na Izbori za Hrvatsko-slavonsko-dalmatinski sabor 1910. godine, u izbornom kotaru Zagreb III, kao predstavnik Starčevićeve stranke prava dobio je 34% glasova, iza pravaša Franje Hrustića.
Uređivao je pravaški dnevnik Hrvatsku slobodu. Za vrijeme dok je list Hrvat bio glavnim glasilom Hrvatske zajednice, čelni čovjek lista bio je Ivan Lorković, a Ivan Peršić bio je glavni novinar.

## Objavljena djela
- Novice-Nove knjižare, Sloboda, br. 36., 25.3.1883.; Ivan PERŠIĆ, 1883-ća.Uspomene na predratni Zagreb povodom 50-godišnjice bune radi madžarskih grbova, Zagreb 1933.
- Ivan Peršić: kroničar i aktivni sudionik hrvatske povijesti od kraja 19. stoljeća do početka Drugoga svjetskog rata (Kroničarski spisi), priredio Stjepan Matković, Zagreb 2002.

## Vanjske poveznice
- Ivan Peršić o Stjepanu Radiću: u povodu knjige Kroničarskih spisa Ivana Peršića